# Jaorā
Jaorā (engelska: Jaora) är en ort i Indien.   Den ligger i distriktet Ratlām och delstaten Madhya Pradesh, i den centrala delen av landet, 600 km söder om huvudstaden New Delhi. Jaorā ligger 473 meter över havet och antalet invånare är 67 203.
Terrängen runt Jaorā är platt, och sluttar österut. Runt Jaorā är det ganska tätbefolkat, med 207 invånare per kvadratkilometer. Det finns inga andra samhällen i närheten. Trakten runt Jaorā består till största delen av jordbruksmark.